# Superskupina (hudba)
Pojem superskupina (anglicky supergroup) označuje hlavně v rockové hudbě kapelu složenou z už předtím slavných instrumentalistů a zpěváků. Superskupiny vznikaly od konce 60. let 20. století, a to buď postupně, během přirozeně probíhajících personálních změn (například Yes, King Crimson), nebo byly vytvořené plánovitě (například Emerson, Lake & Palmer, Led Zeppelin, Cream). Některé superskupiny přetrvaly celá desetiletí (např. CSNY), ale životnost většiny z nich byla krátká, ať už pro konflikty mezi příliš velkými individualitami, nebo jednoduše proto, že skončil dohodnutý projekt a členové se opět rozešli vlastní cestou.

## Příklady superskupin
A Perfect CircleMaynard James Keenan (Tool); Josh Freese (The Vandals), James Iha (The Smashing Pumpkins); Jeordie White (Twiggy Ramirez, známý i ze skupin Marilyn Manson a Nine Inch Nails); :dřívější nebo občasní členové: Danny Lohner (Nine Inch Nails), Tim Alexander (Primus); Paz Lenchantin (Zwan); Troy Van Leeuwen (Failure)
AsiaGeoff Downes (Yes a Buggles), John Wetton (King Crimson a UK), Steve Howe (Yes) a Carl Palmer (Emerson, Lake & Palmer a Atomic Rooster)
AudioslaveChris Cornell (Soundgarden); Tom Morello (Rage Against the Machine), Tim Commerford a Brad Wilk (Rage Against the Machine).
Bad CompanyPaul Rodgers a Simon Kirke (Free); Mick Ralphs (Mott The Hoople); Boz Burrell (King Crimson)
Blind FaithEric Clapton a Ginger Baker (Cream – také superskupina); Steve Winwood (Traffic); Ric Grech (Family)
Crosby, Stills, Nash and YoungDavid Crosby (The Byrds); Graham Nash (The Hollies); Stephen Stills a Neil Young (Buffalo Springfield)
Damn YankeesTed Nugent; Jack Blades (Night Ranger); Tommy Shaw (Styx)
Emerson, Lake & PalmerKeith Emerson (The Nice); Greg Lake (King Crimson); Carl Palmer (Atomic Rooster)
Power StationRobert Palmer; John Taylor a Andy Taylor (Duran Duran); Tony Thompson (CHIC)
SuperHeavyMick Jagger (The Rolling Stones); David A. Stewart (Eurythmics); Joss Stone; Damian Marley (Skrillex); A.R. Rahman (Roots)
Traveling Wilburys
Roy Orbison; Tom Petty; George Harrison (The Beatles, resp. sólová dráha); Bob Dylan; Jeff Lynne (Electric Light Orchestra)
Velvet RevolverScott Weiland (Stone Temple Pilots); Slash, Duff McKagan a Matt Sorum (Guns N' Roses); Dave Kushner (Wasted Youth)

## Charitativní superskupiny
- Artists United Against Apartheid
- Band Aid: tři skupiny sestavené z britských umělců, první nahrála roku 1984 "Do They Know It's Christmas?", dále roku 1989 a nakonec roku 2004 jako součást Live Aid
- Dreamtime Christmas All-Stars
- Hear 'n Aid, heavy metalová, organizoval Ronnie James Dio
- Northern Lights
- Rockestra
- USA for Africa
- Voices That Care

## Další superskupiny
- Alter Bridge
- Angels and Airwaves
- Arcturus
- Army of Anyone
- Army of the Pharaohs
- Asesino
- Atoms for peace
- Bachman–Turner Overdrive
- Beck, Bogert & Appice
- Black Country Communion
- Bloodbath
- Brakes
- Bruderschaft
- Broken Social Scene
- Burden Brothers
- Captain Beyond
- Chickenfoot
- Class of '99
- Colonel Claypool's Bucket of Bernie Brains
- Contraband
- Cry Cry Cry
- Cyberaktif
- The Damage Manual
- Dark Lotus
- Damnocracy
- The Daredevils
- Def Squad
- Demons and Wizards
- The Dirty Mac
- Down
- DPG-Unit
- Electronic
- Eyes Adrift
- The Falcon
- Fantômas
- Far Corporation
- The Firm
- Free Kitten
- G-Unit
- G3: Joe Satriani, Steve Vai a různí kytaristé, včetně Yngwieho Malmsteena, Roberta Frippa, Erica Johnsona, a Johna Petrucciho
- Generation X
- Genesis (obnovení kapely v sestavě Banks, Collins, Rutherford)
- Ginger Baker's Air Force
- The Glove
- Go
- Golden State Warriors
- GTR
- Gutterball
- Happyland
- The Heartbreakers
- Hellyeah
- The Highwaymen
- The Horsemen
- Humble Pie
- The Jeff Beck Group
- Jelly Jam
- The Jones Gang
- Katmandu
- King James
- L.A. Guns
- The Last Hard Men
- Liquid Tension Experiment
- Los Super Seven
- The Lost Dogs
- Mad Season
- Me First and the Gimme Gimmes
- Mike & the Mechanics
- Mutual Admiration Society
- Naked City
- Neurotic Outsiders
- The New Cars
- NiNa
- The No WTO Combo
- Oysterhead
- Pigface
- Planet X
- Plus 44
- Praxis
- The Raconteurs
- The Rising Sons
- Sabina y Paez
- The Reindeer Section
- Shriekback
- Sinergy
- Sky
- Stars
- Supernova
- Tapeworm
- The Tear Garden
- Temple of the Dog
- The Thorns
- Them Crooked Vultures
- Tomahawk
- Transatlantic
- Transplants
- TRIO!
- U.K.
- Uriah Heep
- The Vital Tech Tones
- XYZ
- Zwan